# Oxira ruptistriga
Oxira ruptistriga là một loài bướm đêm trong họ Noctuidae.